# Germain Vincenot Marchal
 (octobre 2018).
Si vous disposez d'ouvrages ou d'articles de référence ou si vous connaissez des sites web de qualité traitant du thème abordé ici, merci de compléter l'article en donnant les références utiles à sa vérifiabilité et en les liant à la section « Notes et références ».
Germain Vincenot Marchal, né le 29 novembre 1991 à Vincennes est un pilote de moto spécialisé dans le supermotard, discipline combinant zones bitumées et piste en terre.•
Il fait ses débuts en motocross à l'âge de 12 ans dans sa région en Île-de-France jusqu'à son premier contrat professionnel dans l'écurie Kawasaki CLS pour participer à la coupe d'Europe.
C'est ensuite en 2012 qu'il signe un contrat indéterminé avec l'écurie Luc1 Honda  et qu'il obtiendra deux titres consécutifs de champions de France 250 cm3 en 2016 et 2017. Lors de la saison suivante, il rejoint l'élite du championnat français, le championnat S1, où il termine la saison à la troisième place.
Désormais encadré en Espagne à Lleida dans l'écurie SGR supermoto depuis 2020 avec qui il obtiendra le titre de Champion du monde avec l'équipe de France sur le circuit Carole

## Palmarès

### Motocross
- Champion île de France open motocross  en 2007 et 2008

### Supermoto
- Champion de France 250 cm3  en 2016 et 2017 en supermoto
- Vice-champion de France 250 cm3 2012 en supermoto
- Médaille de bronze aux Championnats de France 450 cm3 en 2018 et 2019 en supermoto
- Champion du Monde avec l'équipe de France au Supermoto des Nations et Vice champion de France S1  2021

### Trophée Andros
- Médaille de bronze au Trophée Andros en 2017